# Jason Roberts
Jason Andre Davis Roberts MBE (* 25. Januar 1978 in Park Royal, London) ist ein ehemaliger grenadischer Fußballspieler.

## Karriere

### Verein
Wie sein Onkel Cyrille Regis begann Roberts seine Karriere beim FC Hayes. Von Wolverhampton Wanderers wurde er an Torquay United und Bristol City ausgeliehen. 
Nach seinem Wechsel zu den Bristol Rovers gelang ihm der Durchbruch. Mit 22 Toren in der Saison 1999/2000 machte er auf sich aufmerksam und wurde von West Bromwich Albion verpflichtet. Dort konnte er sich schnell etablieren und bildete mit Lee Hughes ein erfolgreiches Sturmduo, das den Verein in die Relegationsspiele schoss, in denen sich die Mannschaft allerdings nicht durchsetzen konnte. Im folgenden Jahr laborierte Roberts an einer Fußverletzung, die ihm nur 12 Einsätze in der Saison erlaubte, in denen er sieben Treffer erzielte.
Obwohl wieder voll genesen, gelangen Roberts in seiner ersten Saison in der Premier League nur drei Tore in 31 Spielen. Daher wurde er in der folgenden Saison an den FC Portsmouth ausgeliehen. 
2004 wurde Roberts für 2 Millionen £ an den damaligen Zweitligisten Wigan Athletic verkauft. Hinter dem Mannschaftskameraden Nathan Ellington wurde er Zweiter in der Torschützenliste. Dadurch gelang auch der direkte Aufstieg in die Premier League. Mit einem verwandelten Elfmeter gegen den FC Sunderland erzielte Roberts am 27. August 2005 das erste Erstligator der Vereinsgeschichte. 
Im Sommer 2006 unterschrieb Roberts einen Vierjahresvertrag bei den Blackburn Rovers, die dafür 3 Millionen £ an Wigan überwiesen. Für die Rovers spielte Roberts sechs Jahre, bevor er zum FC Reading wechselte. Hier beendete er Im Jahr 2014 seine Profikarriere.

### Nationalmannschaft
Roberts spielte von 1999 bis 2008 für Grenada. Bei der Qualifikation zur Fußball-Weltmeisterschaft 2006 scheiterte er mit seiner Mannschaft in der zweiten Qualifikationsrunde an den USA.